# Berching
Berching város Németországban, Bajorországban. Lakosainak száma 9063 fő (2023. december 31.).

## Fekvése
Neumarkt in der Oberpfalztól délre fekvő település.

### Közigazgatás
Berchingnek 46 része letezik:
- Altmannsberg (falu)
- Berching (Hauptort)
- Biermühle (tanya)
- Breitenfurt(tanya)
- Butzenberg (Anstalt)
- Dietersberg (kis falu)
- Eglasmühle (falu)
- Eismannsberg (kis falu)
- Erasbach (templomos falu)
- Ernersfalu (templomos falu)
- Fribertshofen (templomos falu)
- Grubach (kis falu)
- Grubmühle (tanya)
- Gsöllnhof (tanya)
- Hagenberg (tanya)
- Hennenberg (templomos falu)
- Hermannsberg (falu)
- Holnstein (templomos falu)
- Jettingsfalu (falu)
- Matzenhof (kis falu)
- Neuhaus (kis falu)
- Oening (templomos falu)
- Plankstetten (templomos falu)
- Pollanten (templomos falu)
- Raitenbuch (templomos falu)
- Rappersfalu (falu)
- Ritzermühle (tanya)
- Roßthal (kis falu)
- Rübling (falu)
- Rudertshofen (templomos falu)
- Schweigersfalu (falu)
- Simbach (templomos falu)
- Sollngriesbach (templomos falu)
- Staudenhof (tanya)
- Staufersbuch (templomos falu)
- Stierbaum (falu)
- Thann (templomos falu)
- Thannbrunn (kis falu)
- Wackersberg (falu)
- Wallnsfalu (templomos falu)
- Wattenberg (kis falu)
- Wegscheid (tanya)
- Weidenwang (templomos falu)
- Winterzhofen (falu)
- Wirbertshofen (falu)
- Wolfersthal (kis falu)

## Népesség
| Lakosok száma | 1467 | 2820 | 5910 | 7475 | 8479 | 8446 | 8541 | 8567 | 8957 | 9063 |
|               | 1875 | 1950 | 1975 | 1987 | 2012 | 2014 | 2016 | 2017 | 2021 | 2023 |

## Története

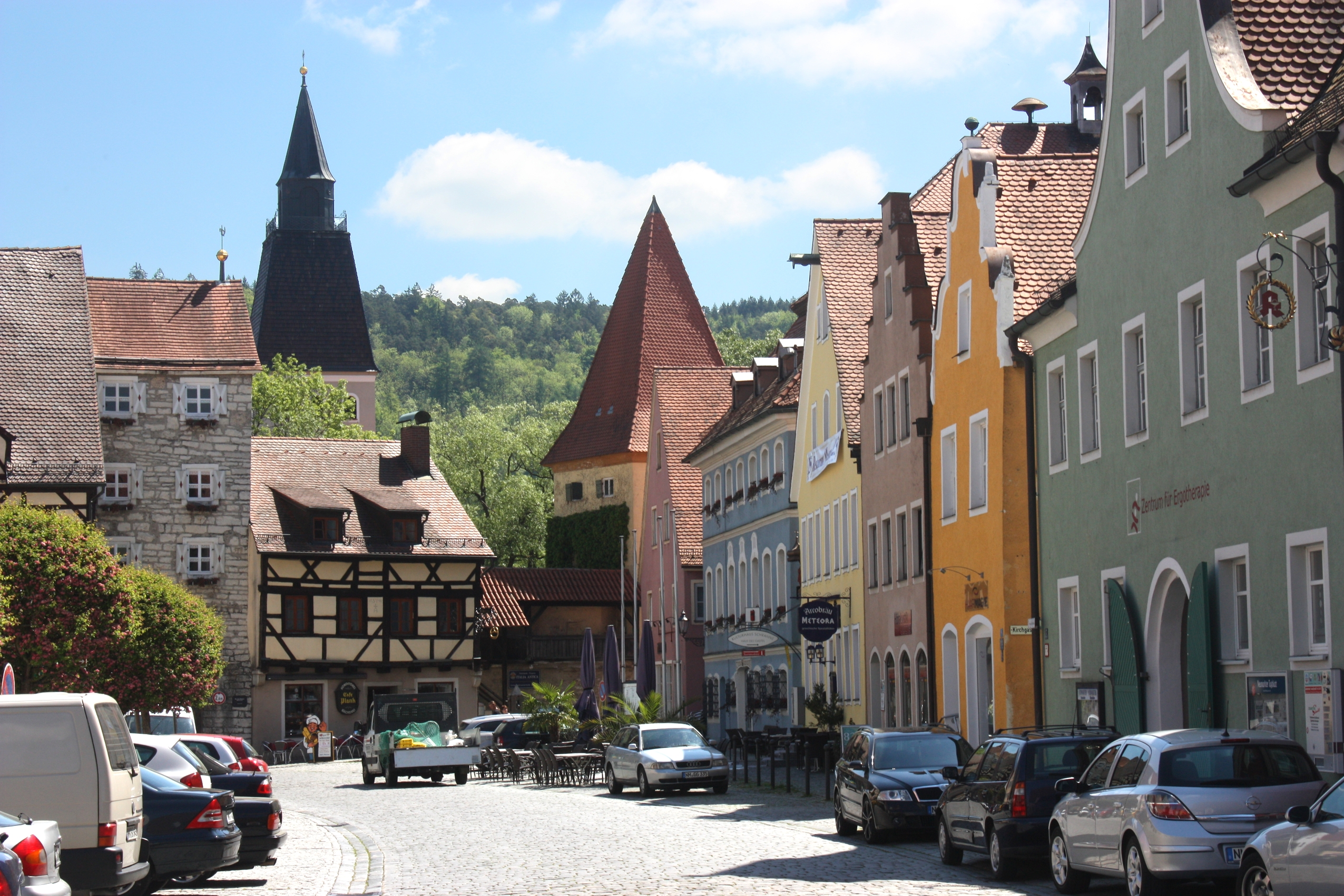

A település legrégebbi nyomai az újkőkorig érnek vissza (Kr. e. 5000), a hallstatti kultúra és La Tène-kultúra nyomait éppúgy megtalálni, mint egy késő kelta település maradványait, valamint egy egykori germán temetőt Kr. u. 2. századból.
Első említése mint „Pirihinga“ III. Károly római császár oklevelében található 883-ból. A név 6-8. századi bajor letelepülőkre enged következtetni. A település még 912 előtt az eichstätti püspökök kezére került, az ő uralkodásuk alatt fejlődött Berching hamarosan jelentős hivatali központtá. 1296-ban említik 'Berchinget először mint oppidum (megerősített település) és csak néhány évtizeddel később (1314) már mint civitas (város).
Wilhelm von Reichenau (1464–1496) püspök idején újították fel a védműveit és építették ki a városfalat kiegészítve 13 toronnyal és négy kapuval, amelyek akkori formájában máig fennmaradtak.
Már 1245 előtt megkapta a piactartási jogot. Két nagy templom, számos tekintélyes polgári ház tanúskodik a város gazdagságáról. Név szerint a Rettenkofer és a Rumpf családok, akik a borkereskedelemben gazdagodtak meg és akik a 17. és 18. században városuk nagyvonalú mecénásainak bizonyultak.
Majdnem 900 évig voltak az eichstätti püspökök a város urai, de 1802-03 napóleoni háborúkat követő szekularizáció véget vetett uralmuknak. A város ez után rövid ideig a Salzburgi Választófejedelemséghez tartozott, majd 1806-ban Bajorországhoz került. A bajor államapparátus átvette a közigazgatást, és ezzel Berching elvesztette eddigi pozícióját. Csak többéves kitartó utánajárással tudott a városi tanács 1822-ben végre újra állandó jószágpiacot tartani, majd 1842-től gabonapiacot. A Lajos–Duna–Majna-csatorna megépülése 1846-ban, majd a helyi érdekeltségű Neumarkt–Berching–Beilngries vasútvonal 1888-ban (megszűnt 1987-ben) hozzásegítették ugyan a várost a fejlődéshez, de a hivatalok illetve bármiféle központi szervezetek teljes hiánya hosszú távon pangáshoz vezetett. 1902–03-ban épült egy alapítványi kórház.
Az 1970-es években 19 község olvadt be Berchingbe az 1971-80-as bajorországi közigazgatási reform során. Az utóbbi évtizedekben felújították a belvárost, épült egy öregek otthona (Assisi Szent Ferenc), az egykori ferences kolostort átépítették ifjúsági központtá (Pettenkofer-Haus), felújították a városházát, felépült az Europahalle, kibővítették a város belterületét és létrehoztak egy ipari parkot Erasbach városrészben. Az utóbbi évtizedben épült egy uszoda (Berle) valamint egy geriátriai rehabilitációs Klinika (Helios) valamint egy szakközépiskola (Realschule Berching).

## Nevezetességek
- Városkapuk - Aki be szeretne jutni a városba, át kell haladnia a négy városkapu valamelyikén, mert a városfal sértetlenül túlélte az évszázadokat, még a tölgyfakapuk is megvannak.
- Városháza (Rathaus)

## Itt születtek, itt éltek
- Matthias Apiarius, (1495/1500–1554) - könyvnyomtató, kiadó és zeneszerző
- Christoph Willibald Gluck (1714–1787) - zeneszerző
- J. G. Pettenkofer, Borkereskedő Berching - a kapucinus kolostor alapítója (1722)
- Josef Schoyerer (1844-1923), tájképfestő
- Franz-Xaver Lindl (1877-1970), festő
- Johann Balthasar Liesch a Hornau (1592-1661), segédpüspök Breslauban és Wroclaw apostoli adminisztrátora
- Martin Grabmann (1875–1949), teológus, filozófus és történész.
- Heinz Schauwecker (1894-1977), Freeman, orvos, író
- Hans Georg Huber (1942-2014), vállalkozó
- Herbert Heinzelmann (* 1947), frank publicista, újságíró és a média oktató

## Galéria

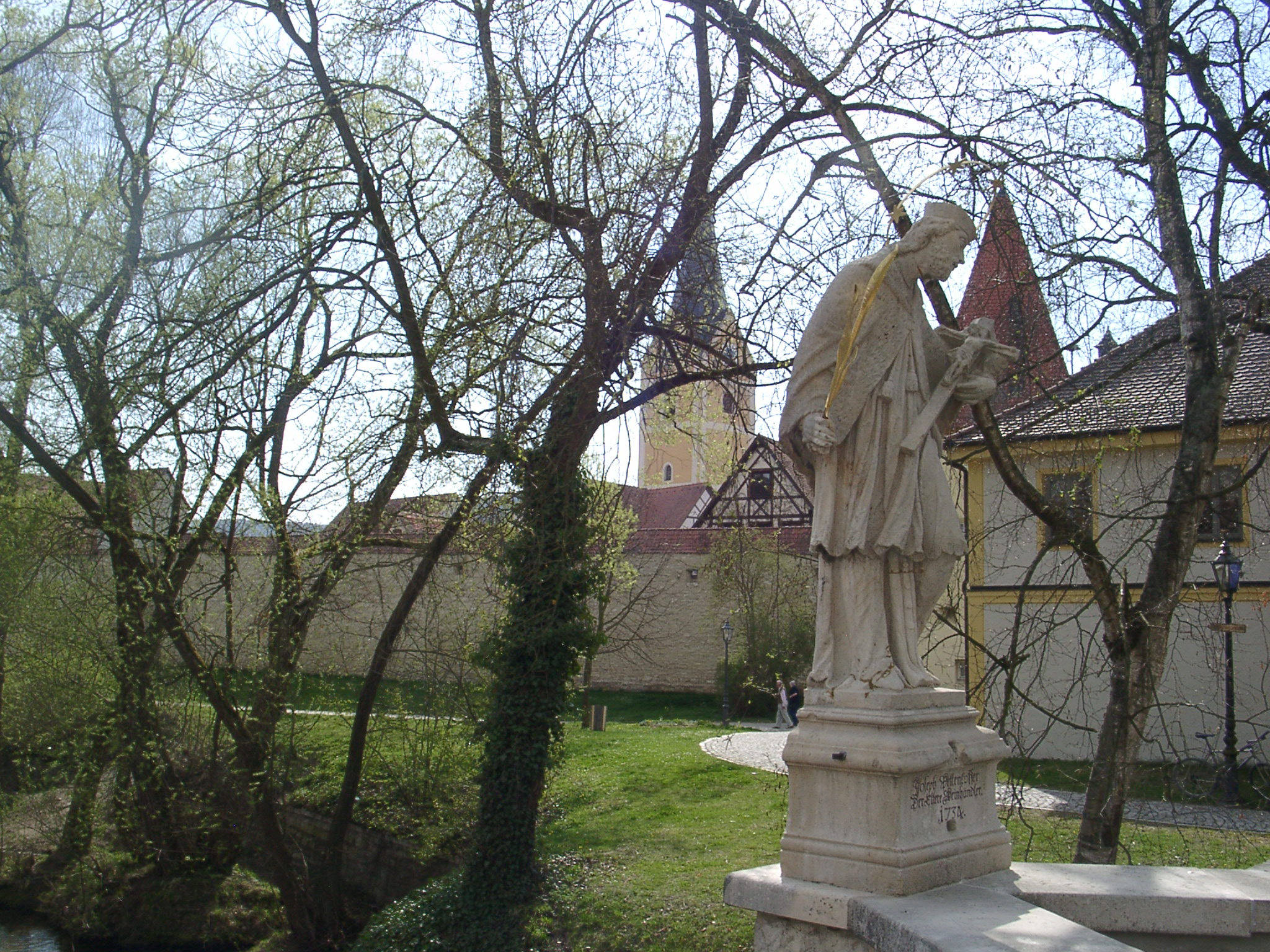
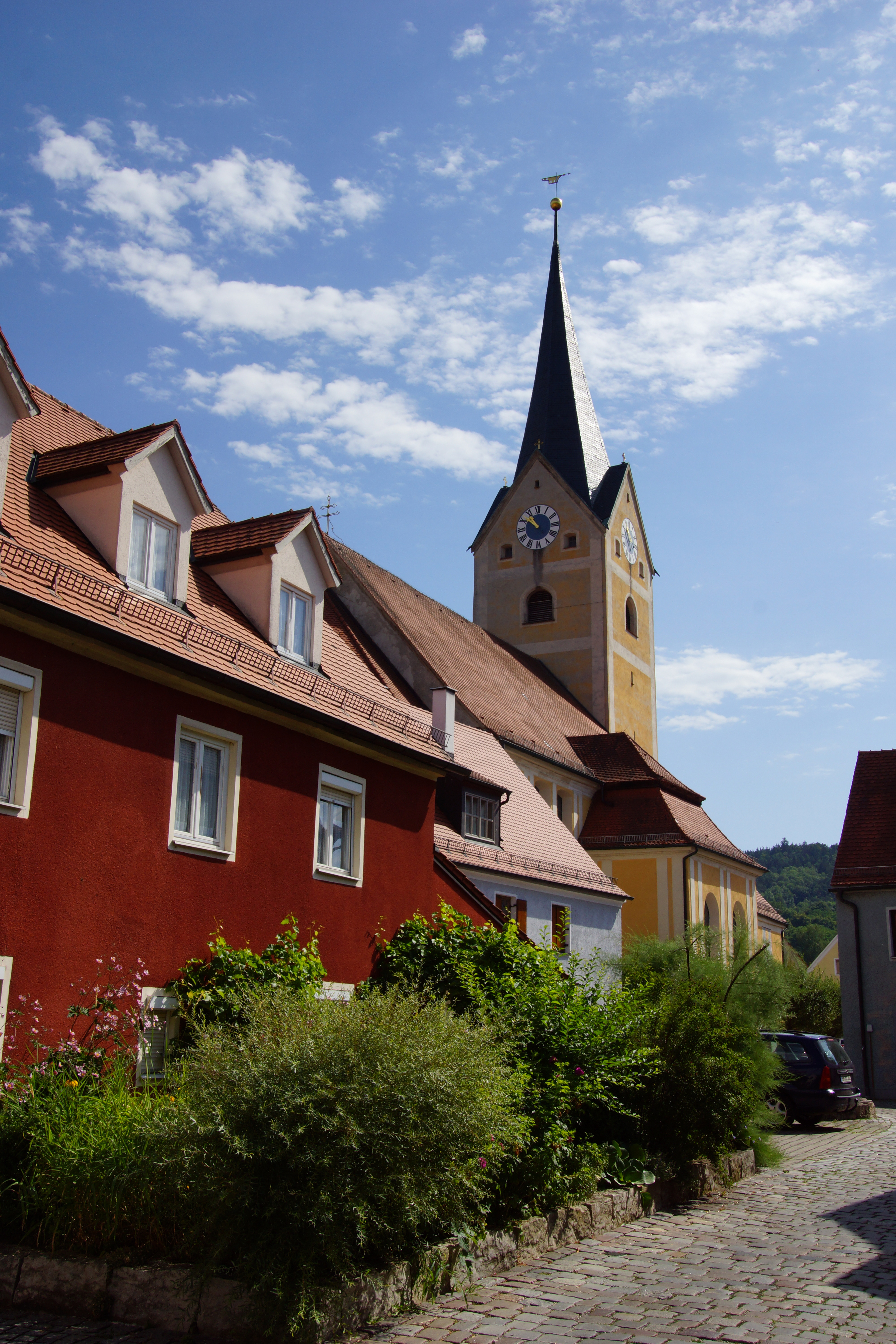
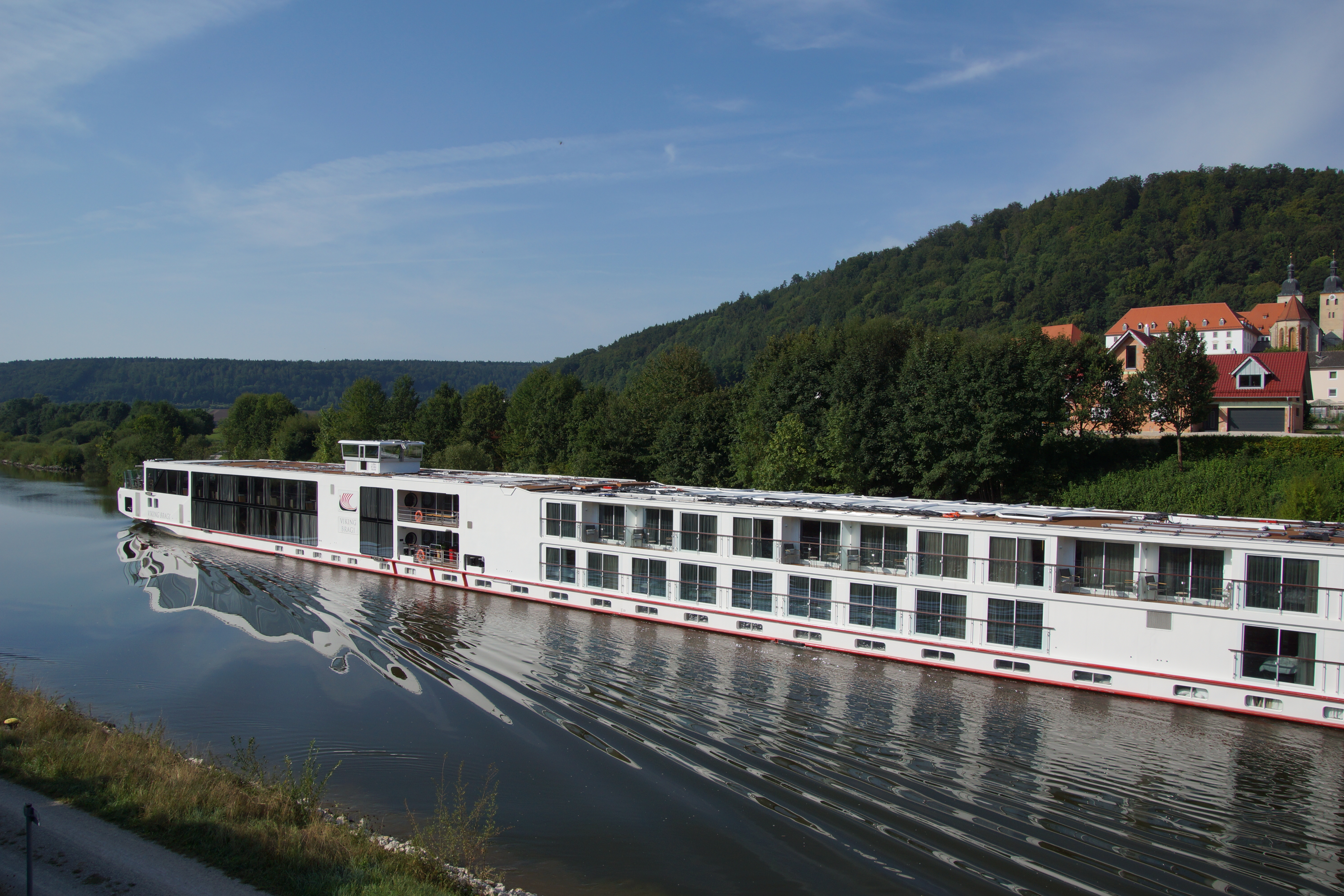
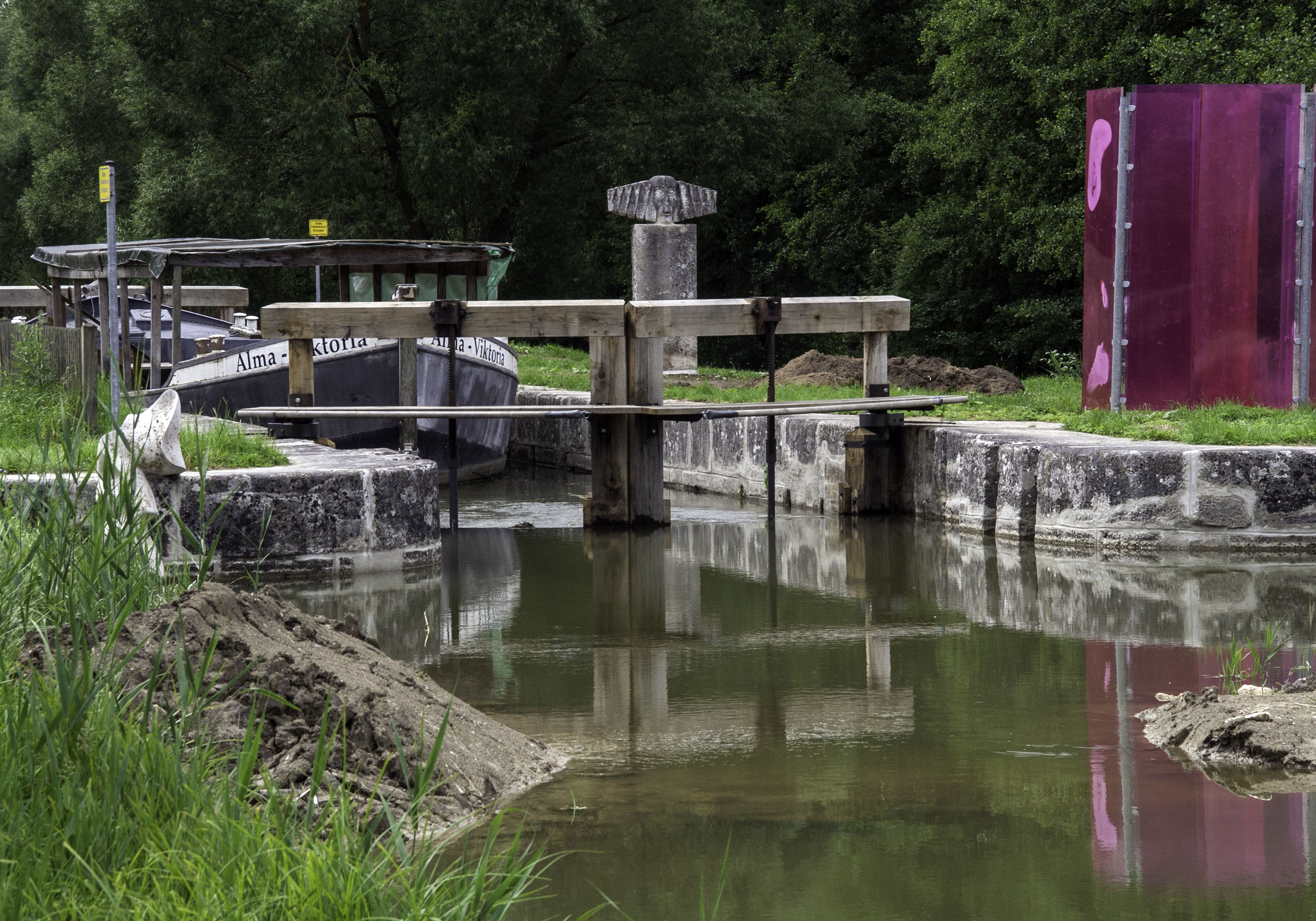